# Sozialistische Linke

Logo der Sozialistischen Linken

Die Sozialistische Linke (SL) ist eine Strömung innerhalb der Partei Die Linke. Sie versteht sich als „gewerkschaftlich orientiert“ und knüpft dem eigenen Verständnis nach an „linkssozialistische, links-sozialdemokratische und reformkommunistische Positionen an“. Sie wurde am 19. August 2006 in Wuppertal gegründet und vertritt linkskeynesianische und neomarxistische Positionen.

## Ausrichtung
Die gewerkschaftlich orientierte Sozialistische Linke (SL) strebt nach eigenen Angaben eine moderne sozialistische Mitgliederpartei an. Die Strömung hat laut eigenen Angaben derzeit 1.045 Mitglieder. Sie engagiert sich überwiegend in der politischen Bildungsarbeit. Die Gründungsmitglieder der SL kommen vorwiegend aus dem Umfeld der ehemaligen WASG, darunter etliche hauptamtliche Gewerkschaftsfunktionäre, zunehmend aber auch aus dem Jugend- und Studierendenverband der Partei. Der Strömung gehören derzeit fünfzehn Bundestagsabgeordnete, ein Europaabgeordneter sowie sechs Abgeordnete von Landesparlamenten an. Die SL gibt seit dem Jahr 2012 ein Debattenheft mit dem Titel realistisch und radikal heraus. Die Strömung ruft regelmäßig zur Sommerakademie des SoLi e. V. im Bildungszentrum der Gewerkschaft ver.di in Bielefeld-Sennestadt auf. Auf den Jahresmitgliederversammlungen der SL bzw. im Rahmen der Sommerakademien sprachen u. a. Oskar Lafontaine, Sahra Wagenknecht, der Kölner Politikwissenschaftler Christoph Butterwegge, Lucas Zeise, Mitglied der DKP und ehemaliger Kolumnist der Tageszeitung Financial Times Deutschland, sowie die geschäftsführenden Vorstandsmitglieder der IG Metall, Helga Schwitzer (SPD) und Hans-Jürgen Urban.
Die SL strebt höhere Masseneinkommen, eine gerechtere Verteilung des gesellschaftlichen Reichtums und den sozial-ökologischen Umbau der Wirtschaft an. Sie unterstreicht hierbei die Forderung nach einer stärkeren Besteuerung hoher Vermögen und Kapitaleinkünfte sowie die Stärkung der Binnennachfrage durch eine Ausweitung öffentlicher Investitionen, eine dynamische Lohnentwicklung und die Abwicklung der Agenda 2010 bzw. die Ausweitung des Sozialstaats. Die SL betont die Notwendigkeit des öffentlichen Eigentums bzw. der öffentlichen Kontrolle des Finanzsektors, wichtiger Schlüsselindustrien, der öffentlichen Daseinsvorsorge sowie der Wirtschaftsdemokratie. Sie fordert eine Konzentration der Partei Die Linke auf die gemeinsamen Interessen von Beschäftigten, Erwerbslosen und Rentnern und kritisiert u. a. Vorstöße für ein Bedingungsloses Grundeinkommen (BGE). Die SL lehnt darüber hinaus die geltenden EU-Verträge ab und vertritt euro-keynesianische Positionen.
Das Mitglied des BundessprecherInnenrates der SL, der Gewerkschaftssekretär Ralf Krämer (Abteilung Wirtschaftspolitik ver.di), gehörte der Programm- und der Redaktionskommission für das Grundsatzprogramm der Partei Die Linke an. Der Vorschlag einer Doppelspitze Katja Kipping und Bernd Riexinger für den Parteivorsitz der Linken wurde von der SL in die Debatte gebracht. Er setzte sich auf dem Göttinger Parteitag der Linken letztendlich durch. Die SL hatte zuvor die erneute Bereitschaft zur Übernahme des Parteivorsitzes durch Oskar Lafontaine begrüßt, der jedoch seine Kandidatur mit der Begründung zurückzog, er wolle einen Neuanfang der Partei jenseits der bestehenden Konfrontationslinien ermöglichen. Die SL kritisierte mehrfach, dass Auseinandersetzungen um den Kurs der Linken über Massenmedien statt in demokratisch legitimierten Gremien der Partei erfolgten.
Auf der Mitgliederversammlung 2019 fasste die Sozialistische Linke einen Beschluss „Für eine populäre Linke des 21. Jahrhunderts“, die Mehrheit setzte sich damit gegen eine Minderheit durch, in der unter anderem viele Mitglieder des Netzwerks „Marx 21“ und des Studierendenverbandes SDS vertreten waren. Ein Streitpunkt war die mehr oder weniger kritische Haltung zu Sahra Wagenknecht. Das Ergebnis war die Abspaltung eines Teils der Mitgliedschaft und die Gründung der Bewegungslinken.
Bis 2021 wurde die Sozialistische Linke vom Verfassungsschutz als linksextremistisch eingestuft und beobachtet. So sei nach Überzeugung der SL die DDR ein „legitimer Versuch [gewesen,] auf deutschem Boden eine Alternative zum Kapitalismus aufzubauen“.
Im innerparteilichen Streit der Linken seit 2021 stellte sich die SL als einzige Strömung deutlich auf die Seite von Sahra Wagenknecht. Den Beschluss des Parteivorstandes der Linken vom 10. Juni 2023, in dem eine „Zukunft ohne Sahra Wagenknecht“ beschlossen wurde, kritisierte die SL scharf. John Lucas Dittrich, einer der Bundessprecher der SL, forderte den Rücktritt des Parteivorstandes und eine Neuwahl durch einen Mitgliederentscheid.

## Vertreter
Sprecher der Sozialistischen Linken sind Gitte Jentsch, Kathrin Otte, Regina Preysing und Thorsten Schlitt.
Zu der Sozialistischen Linken gehörten im 19. Deutschen Bundestag
- Matthias W. Birkwald
- Christine Buchholz
- Nicole Gohlke
- Fabio De Masi
- Norbert Müller
- Alexander Neu
- Sören Pellmann
- Victor Perli
- Ingrid Remmers
- Bernd Riexinger
- Alexander Ulrich
- Kathrin Vogler
- Harald Weinberg
- Katrin Werner

Mit Fabio De Masi konnte die SL bei der Europawahl 2014 einen Vertreter der Strömung in das neu konstituierte Europaparlament nach Brüssel schicken, mit der Bundestagswahl 2017 wechselte De Masi in den Bundestag.
Ein weiteres Mitglied ist u. a. Carolin Butterwegge.